# Plaatselijk Bewolkt
Plaatselijk Bewolkt (originele titel Partly Cloudy) is een korte computeranimatiefilm van Pixar Animation Studios. Het filmpje is geregisseerd door Peter Sohn en geproduceerd door Kevin Reher. Het werd in de bioscopen vertoond voorafgaand aan de speelfilm Up, en staat tevens als bonusfilm op de dvd-uitgave van Up. 
Sohn kreeg volgens eigen zeggen het idee voor de film na het zien van de openingsscène van Dombo waarin de ooievaars de babydieren bezorgen bij het circus. Dit zette hem aan het denken over waar deze babydieren dan vandaan komen en waarom de ooievaars ze moeten bezorgen.

## Verhaal
Hoog in de wolken creëren levende wolken, dag in, dag uit, baby-dieren en mensen, die ze vervolgens door hun ooievaars laten bezorgen. Gus, een eenzame grijze wolk, heeft echter de ondankbare taak om jonge roofdieren en andere minder aantrekkelijke creaties zoals krokodillen en stekelvarkens te maken. Zijn ooievaar Peck is er ook niet blij mee, daar hij vaak door deze dieren gebeten of geprikt wordt.  
Pecks volgende bestelling is een babyhaai en hij ziet er behoorlijk tegenop deze te moeten afleveren. Hij vertrekt dan ook zonder de haai. Gus voelt zich afgewezen en laat uit woede een onweersbui los, gevolgd door een regenbui. Peck keert echter spoedig weer terug, met een helm en schouderbeschermers die een andere wolk voor hem gemaakt heeft. Hij liet Gus niet in de steek, maar ging enkel wat beschermende kleding halen. Gus' humeur klaart weer op en hij geeft Peck een sidderaal om te bezorgen. Tegen de schokken van dit dier helpt zelfs zijn kleding hem niet, maar Peck doet toch braaf zijn plicht.